# Bylicornik amerykański
Bylicornik amerykański (Lemmiscus curtatus) – gatunek ssaka z podrodziny karczowników (Arvicolinae) w obrębie rodziny chomikowatych (Cricetidae), zamieszkujący tereny zachodniej części Ameryki Północnej.

## Zasięg występowania
Bylicornik amerykański występuje w zachodniej Ameryce Północnej zamieszkując w zależności od podgatunku:
- L. curtatus curtatus – środkowo-wschodnia Kalifornia i południowo-zachodnia Nevada, Stany Zjednoczone.
- L. curtatus intermedius – północno-wschodnia Kalifornia, południowo-wschodni Oregon, południowe Idaho, północna i środkowa Nevada oraz zachodnie Utah, Stany Zjednoczone.
- L. curtatus levidensis – zachodnie Idaho i południowa Montana na południowy wschód do północno-wschodniego Utah i północnego Kolorado, Stany Zjednoczone.
- L. curtatus orbitus – południowo-środkowe Utah, Stany Zjednoczone.
- L. curtatus pallidus – południowy Saskatchewan i południowa Alberta, Kanada oraz Montana, zachodnia Dakota Północna i północno-zachodnia Dakota Południowa, Stany Zjednoczone.
- L. curtatus pauperrimus – środkowy Waszyngton do południowego Oregonu i skrajnie północnej Kalifornii, Stany Zjednoczone.

## Taksonomia
Gatunek po raz pierwszy zgodnie z zasadami nazewnictwa binominalnego opisał w 1868 roku amerykański paleontolog i zoolog Edward Drinker Cope nadając mu nazwę Arvicola curtata. Holotyp pochodził z Pigeon Spring, z gór Magruder, blisko granicy między hrabstwem Inyo w Kalifornii a hrabstwem Esmeralda w stanie Nevada w Stanach Zjednoczonych. Jedyny przedstawiciel rodzaju bylicornik (Lemmiscus) który opisał w 1912 roku angielski zoolog Oldfield Thomas.
Lemmiscus początkowo został utworzony jako podrodzaj Lagurus i wciąż bywa tak traktowany, np. przez Halla. Został zakwalifikowany jako osobny rodzaj bliżej spokrewniony z Microtus niż Lagurus przez Calretona i Mussera (1984). Tak samo podają prace Corbeta i Hilla (1991), Jonesa et al. (1992) oraz Mussera i Carletona (w Wilson i Reeder 1993). Autorzy Illustrated Checklist of the Mammals of the World rozpoznają sześć podgatunków.

### Etymologia
- Lemmiscus: rodzaj Lemmus Link, 1795 (leming); łac. przyrostek zdrabniający -iscus[2][18][19].
- curtatus: łac. curtatus „skrócony”, od curtare „skrócić”, od curtus „krótki”[18].
- intermedius: łac. intermedius „pośredni, coś pomiędzy”[18].
- levidensis: łac. levidensis „niewielki, cienki”, od levis „mały, niewielki, smukły”[20].
- orbitus: łac. orbitus „okrągły”, od orbis „koło, pierścień”[21].
- pallidus: łac. pallidus „blady”, od pallere „być bladym”[18].
- pauperrimus: łac. pauperrimus „bardzo biedny”, stopień wyższy od pauper, pauperis „biedny, skromny”[22].

## Morfologia
Bylicornik amerykański jest małym gryzoniem o gęstym, miękkim i stosunkowo długim futerku wybarwionym w części grzbietowej na kolor płowoszary, a na brzuchu na srebrnoszary. Uszy i nos są płowe, a łapy jasnoszare. Włosy u podstawy są ciemnoszare. Silnie owłosiony ogon w górnej części jest ciemnoszary, a w dolnej biały. Bylicornik amerykański wymienia futro dwa razy w roku. Ubarwienie zimowe jest nieco jaśniejsze od letniego. Długość ciała (bez ogona) od 92 do 114 mm, krótkiego ogona – 16–28 mm. Masa ciała dorosłego osobnika wynosi od 17,5 do 25 g. Ucho jest krótkie – od 9 do 16 mm.

## Biologia
Największą aktywność bylicornika amerykańskiego wykazuje wieczorem. Zimą nie zapada w sen zimowy. Na wolności samica może rodzić we wszystkich porach roku. Możliwe są nawet 3–4 mioty w ciągu roku. Po trwającej około 25 dni ciąży na świat przychodzi średnio 4–6 młodych, ślepych i pozbawionych sierści. Po 21 dniach młode się usamodzielniają, a po upływie około 2 miesięcy osiągają dojrzałość płciową.
Większość autorów określało gatunek jako stadny, ale badania przeprowadzone w południowej części stanu Idaho w 1984 roku sugerują, że (przynajmniej w okresie letnim) zwierzęta prowadzą życie samotnicze lub w parach. Naukowcy nie znaleźli bowiem potwierdzenia dla tezy o kolonijnej strukturze społecznej bylicornik amerykański – nie napotkali wspólnych systemów nor, ani wspólnego gromadzenia żywności.
Bylicornik amerykański zasiedla obszary zachodniej części Ameryki Północnej, gdzie dominuje bylica Artemisia tridentata – roślina wykorzystywana jako podstawa wyżywienia. Siedliska L. curtatus są wyraźniej bardziej suche od typowych dla innych karczowników.

### Kopalne ślady
Kopalne ślady występowania gatunku w środkowym plejstocenie odkryto w Porcupine Cave Pit w Kolorado, ale także w Nowym Meksyku, czyli daleko poza obecnym zakresem występowania. W południowym Idaho odkryto skamieniałe szczątki przodków L. curtatus datowane na okres pliocenu. W plejstocenie z Europy przeniknęły na kontynent amerykański przeniknął Mimomys hordijki, gatunek blisko spokrewniony L. curtatus. Naukowcy nie określają, czy był to bezpośredni przodek obecnych L. curtatus.

## Ekologia
Bylicornik amerykański jest roślinożercą. Żywi się bylicami Artemisia tridentata, kwiatostanami, liśćmi i łodygami traw (ale bez ich nasion), Krascheninnikovia z rodziny szarłatowatych, gorczycą i roślinami strączkowymi. Prawdopodobnie Artemisia tridentata odgrywa większą rolę w żywieniu w sezonie zimowym.

### Siedlisko
Bylicornik amerykański prowadzi życie podziemne. Buduje dość płytki system nor – na głębokości około 12,5 ± 2,6 cm. Tunele są wypłaszczone na dole i zwykle dość niskie. Większość badanych nor miało prostą, liniową budowę z 3–5 wyjść. Komora gniazdowa była wysłana korą bylicy Artemisia tridentata oraz trawami.
Część badaczy jest przekonana, że występowanie L. curtatus jest ściśle związane z siedliskami Artemisia tridentata. Struktura nor w siedlisku badanym w 1984 roku w Idaho sugerowała, że zwierzęta zajmowały je pojedynczo lub w parach, ale nie w kolonii.
| Wymiar                          | zakres wymiarów | wymiar średni |
| ------------------------------- | --------------- | ------------- |
| głębokość korytarzy (cm)        | 8,8–20,3        |               |
| szerokość korytarzy (cm)        | 4,6–5,2         |               |
| wysokość korytarzy (cm)         | 3,1–3,4         |               |
| długość korytarzy w norze (m)   | 0,7–4,6         | 1,9           |
| średnica komory gniazdowej (cm) |                 | 12,4          |

Bylicornik amerykański czasami wykorzystują opuszczone nory innych gryzoni, na przykład gofferów czy chomikomyszka pędzelkowata (Chaetodipus penicillatus) z rodziny karłomyszowatych.